# Línea 621 (Interurbanos Madrid)
La línea 621 de la red de autobuses interurbanos de Madrid une el intercambiador de Moncloa con Las Rozas.

## Características
Esta línea une de forma rápida la capital con Las Rozas, en un trayecto de 40 minutos aproximadamente. Circula por el carril Bus-VAO de la A-6 mientras esté abierto.

### Horarios de salida
| Lunes a viernes laborables (Vigente del 1 de septiembre al 15 de julio) |
| De 6:45 a 10:45 cada 15 minutos                                         |
| De 10:45 a 13:40 cada 25 minutos                                        |
| A 14:30 - 15:00                                                         |
| De 15:15 a 16:45 cada 30 minutos                                        |
| A 17:00 - 17:30 - 18:00                                                 |
| De 18:45 a 19:45 cada 30 minutos                                        |
| A 20:00 - 20:15 - 20:45                                                 |
| De 21:35 a 22:50 cada 25 minutos                                        |
| De 22:50 a 23:50 cada 20 minutos                                        |
| Lunes a viernes laborables (Vigente del 16 de julio al 31 de agosto)    |
| A 6:45 - 7:00 - 7:25 - 7:45 - 8:00 - 8:25 - 8:45 - 9:00 - 9:25 - 9:45   |
| 10:00 - 10:30                                                           |
| De 10:45 a 11:25 cada 20 minutos                                        |
| De 11:55 a 13:35 cada 20 minutos                                        |
| De 13:35 a 20:15 cada 40 minutos                                        |
| A 20:50                                                                 |
| De 21:35 a 22:50 cada 25 minutos                                        |
| A 23:25 - 23:50                                                         |
| Sábados laborables (Vigente del 1 de septiembre a 15 de julio)          |
| De 7:30 a 0:00 cada 30 minutos                                          |
| Sábados laborables (Vigente del 16 de julio a 31 de agosto)             |
| De 7:40 a 0:00 entre 30-40 minutos                                      |
| Domingos y festivos (Vigente del 1 de septiembre a 15 de julio)         |
| De 8:00 a 16:00 cada 40 minutos                                         |
| De 16:00 a 0:00 cada 30 minutos                                         |
| Domingos y festivos (Vigente del 16 de julio al 15 de agosto)           |
| De 8:15 a 12:50 cada 55 minutos                                         |
| A 13:40                                                                 |
| De 14:40 a 22:00 cada 55 minutos                                        |
| A 22:50 - 23:50                                                         |

| Lunes a viernes laborables (Vigente del 1 de septiembre al 15 de julio) |
| De 6:15 a 6:45 cada 15 minutos                                          |
| De 6:45 a 7:45 cada 30 minutos                                          |
| A 8:00 - 8:30                                                           |
| De 8:45 a 9:45 cada 30 minutos                                          |
| De 10:00 a 13:45 cada 30 minutos                                        |
| De 13:45 a 20:00 cada 15 minutos                                        |
| De 20:45 a 22:30 cada 25 minutos                                        |
| De 22:30 a 23:10 cada 20 minutos                                        |
| Lunes a viernes laborables (Vigente del 16 de julio al 31 de agosto)    |
| A 6:15                                                                  |
| De 6:35 a 9:55 cada 40 minutos                                          |
| De 9:55 a 10:35 cada 20 minutos                                         |
| De 10:35 a 13:05 cada 30 minutos                                        |
| De 13:05 a 20:45 cada 20 minutos                                        |
| De 21:10 a 23:10 cada 30 minutos                                        |
| Sábados laborables (Vigente del 1 de septiembre a 15 de julio)          |
| De 6:45 a 23:15 cada 30 minutos                                         |
| Sábados laborables (Vigente del 16 de julio a 31 de agosto)             |
| De 6:45 a 22:35 cada 38 minutos                                         |
| A 23:15                                                                 |
| Domingos y festivos (Vigente del 1 de septiembre a 15 de julio)         |
| De 7:20 a 15:20 cada 40 minutos                                         |
| De 15:45 a 23:15 cada 30 minutos                                        |
| Domingos y festivos (Vigente del 16 de julio al 15 de agosto)           |
| De 7:20 a 22:55 cada 55 minutos                                         |

## Recorrido y paradas

### Sentido Las Rozas
NOTA: Las paradas sombreadas en morado se realizan con el carril Bus-VAO abierto, mientras que las sombreadas en azul se realizan cuando circula por el lateral de la A-6.
| Código | Parada                                      | Común con                                                                                             | Conexiones con Metro y Cercanías | Municipio | Zona |
| ------ | ------------------------------------------- | --- | -------------------------------- | --------- | ---- |
| 06002  | Intercambiador de Moncloa (dársena 3)       | 624 629                                                                                               | Moncloa                          | Madrid    |      |
| 1332   | Escuela Agronómica                          | 83 133 162 164 622 623 624 624A 625 627 628 629 651 652 653 654 655 656 656A 657 658                  |                                  | Madrid    |      |
| 1334   | Palacio de La Moncloa                       | 83 133 162 164 622 623 624 624A 625 627 628 629 651 652 653 654 655 656 656A 657 658                  |                                  | Madrid    |      |
| 1338   | Veterinaria                                 | 83 133 162 164 622 623 624 624A 625 627 628 629 651 652 653 654 655 656 656A 657 658 661 661A 662 664 |                                  | Madrid    |      |
| 06026  | Av. Padre Huidobro - Urb. Casaquemada       | 622 623 624 624A 625 627 628 629 661 661A 662 664                                                     |                                  | Madrid    |      |
| 20230  | López Santos - C.º Viejo de Madrid          | 624                                                                                                   |                                  | Las Rozas |      |
| 20229  | C.º Viejo de Madrid - Torreón               | 624                                                                                                   |                                  | Las Rozas |      |
| 20152  | Alto de Las Cabañas - Cmno. Viejo de Madrid | 623 624                                                                                               |                                  | Las Rozas |      |
| 06098  | Ctra. Coruña - C.º Tomillarón               | 623 624 624A 626 2                                                                                    |                                  | Las Rozas |      |
| 11089  | Ctra. El Escorial - Quinta del Sol          | 622 623 624A 625 627 628 629 661                                                                      |                                  | Las Rozas |      |
| 12304  | Ctra. Majadahonda - Biblioteca              | 623 624A 1                                                                                            |                                  | Las Rozas |      |
| 13036  | Pza. Madrid - Est. Las Rozas                | 622 623 624 626 1 2                                                                                   | Las Rozas                        | Las Rozas |      |
| 06133  | Av. Doctor Toledo - Colegio                 | 561 561A 561B 620 622 623 624 626 1 2                                                                 |                                  | Las Rozas |      |
| 11088  | Av. Constitución - Ayuntamiento             | 561 561A 561B 620 622 623 624 626 1 2                                                                 |                                  | Las Rozas |      |
| 09333  | Comunidad Castilla-La Mancha - Burgocentro  | 561 561A 561B 622 624 626 633 1 2                                                                     |                                  | Las Rozas |      |
| 06138  | Av. España - Comunidad Castilla y León      | 624 629 1 2                                                                                           |                                  | Las Rozas |      |
| 06140  | Comunidad Andalucía - Villa de Foz          | 624                                                                                                   |                                  | Las Rozas |      |
| 10957  | Comunidad Murcia - Urb. Los Altos del Burgo | 624                                                                                                   |                                  | Las Rozas |      |
| 09556  | Comunidad La Rioja - Pza. Francia           | 624 1 2                                                                                               |                                  | Las Rozas |      |
| 06142  | Comunidad La Rioja - Serv. Sociales         | 624 1 2                                                                                               |                                  | Las Rozas |      |
| 12370  | Av. España - Comunidad Castilla-La Mancha   | 624 629                                                                                               |                                  | Las Rozas |      |
| 09335  | Av. España - Principado de Asturias         | 561 561A 561B 622 624 626 629                                                                         |                                  | Las Rozas |      |
| 06174  | Av. España - Comunidad de Canarias          | 561 561A 561B 622 624 626 629                                                                         |                                  | Las Rozas |      |
| 06136  | Av. España - Urb. Las Cabañas II            | 561 561A 561B 622 624 626 629                                                                         |                                  | Las Rozas |      |

### Sentido Madrid
NOTA: Las paradas sombreadas en morado se realizan con el carril Bus-VAO abierto, mientras que las sombreadas en azul se realizan cuando circula por el lateral de la A-6.
| Código | Parada                                    | Común con                                                                                                  | Conexiones con Metro y Cercanías | Municipio | Zona |
| ------ | ----------------------------------------- | --- | -------------------------------- | --------- | ---- |
| 06136  | Av. España - Urb. Las Cabañas II          | 561 561A 561B 622 624 626 629                                                                              |                                  | Las Rozas |      |
| 06137  | Av. España - Comunidad de Baleares        | 561 561A 561B 622 624 626 629                                                                              |                                  | Las Rozas |      |
| 09334  | Av. España - Principado de Asturias       | 561 561A 561B 622 624 626 629                                                                              |                                  | Las Rozas |      |
| 06208  | Av. España - Comunidad Castilla-La Mancha | 561 561A 561B 622 624 626 629                                                                              |                                  | Las Rozas |      |
| 06138  | Av. España - Comunidad Castilla y León    | 624 629 1 2                                                                                                |                                  | Las Rozas |      |
| 06140  | Comunidad Andalucía - Villa de Foz        | 624 |                                  | Las Rozas |      |
| 06141  | Comunidad Andalucía - Mazarrón            | 624 |                                  | Las Rozas |      |
| 09557  | Comunidad Aragón - Comunidad Murcia       | 624 |                                  | Las Rozas |      |
| 09556  | Comunidad La Rioja - Pza. Francia         | 624 1 2 |                                  | Las Rozas |      |
| 06142  | Comunidad La Rioja - Serv. Sociales       | 624 1 2 |                                  | Las Rozas |      |
| 18088  | Comunidad Madrid - Burgocentro            | 620 623 624 627 1 2                                                                                        |                                  | Las Rozas |      |
| 06145  | Av. Iglesia - Real                        | 561 561A 561B 620 622 623 624 626 1 2                                                                      |                                  | Las Rozas |      |
| 06146  | Pza. Madrid - Ctra. Coruña                | 623 624 626 1 2                                                                                            | Las Rozas                        | Las Rozas |      |
| 06147  | Ctra. Majadahonda - Biblioteca            | 623 624 624A 1                                                                                             |                                  | Las Rozas |      |
| 06166  | Ctra. El Escorial - Quinta del Sol        | 622 623 624A 625 627 628 629 631 641 642 643 661                                                           |                                  | Las Rozas |      |
| 11090  | Ctra. M505 - Cerezales                    | 622 623 624 624A 625 627 628 629 631                                                                       |                                  | Las Rozas |      |
| 06170  | Ctra. A6 - Colonia Veracruz               | 622 623 624 624A 625 627 628 629                                                                           |                                  | Las Rozas |      |
| 06218  | Ctra. A6 - Urb. Jardín de Las Avenidas    | 622 623 624 624A 625 627 628 629                                                                           |                                  | Las Rozas |      |
| 06268  | Av. Padre Huidobro - P.º Ermita           | 622 623 624 624A 625 627 628 629 631 635 641 642 643 651 652 653 654 655 656 656A 657 661 661A 662 664 815 |                                  | Madrid    |      |
| 4311   | Padre Huidobro - Carretera de Castilla    | 162 622 623 624 624A 625 627 628 629 651 652 653 654 655 656 656A 657 658                                  |                                  | Madrid    |      |
| 23     | Filosofía B - Estadística                 | Autobuses interurbanos del Corredor 6                                                                      |                                  | Madrid    |      |
| 1335   | Palacio de La Moncloa                     | Autobuses interurbanos del Corredor 6                                                                      |                                  | Madrid    |      |
| 1333   | Escuela Agronómica                        | Autobuses interurbanos del Corredor 6                                                                      |                                  | Madrid    |      |
| 06002  | Intercambiador de Moncloa (dársena 3)     | 624 629 | Moncloa                          | Madrid    |      |

## Galería de imágenes

Mapa de la distribución de dársenas del intercambiador de Moncloa con la distribución de cabeceras de las líneas de autobuses, entre las que aparece la línea 621.